# Aachen Hauptbahnhof
Aachen Hauptbahnhof ist der größte der drei in Betrieb befindlichen Bahnhöfe in der Stadt Aachen, die außerdem über zwei Haltepunkte verfügt. Hier halten im Fernverkehr unter anderem Eurostar-Züge von Dortmund über Köln und Brüssel Süd nach Paris Nord und Züge der ICE-Linie Frankfurt–Köln–Brüssel. Außerdem halten hier die Nahverkehrszüge der Linien RE 1 (NRW-Express), RE 4 (Wupper-Express), RE 9 (Rhein-Sieg-Express), RE 18 (Dreiländerzug), RB 20 (Euregiobahn), S 41 (euregioAIXpress) und RB 33 (Rhein-Niers-Bahn). Mit Ausnahme der Euregiobahn enden und beginnen alle genannten Nahverkehrslinien im Aachener Hauptbahnhof.

## Geschichte

### Entstehung der ersten Aachener Bahnhöfe
Die Epoche der Eisenbahn begann in Aachen am 1. September 1841 mit der Eröffnung der Strecke von Köln nach Aachen durch die Rheinische Eisenbahn-Gesellschaft. Mit der Verlängerung der Strecke nach Herbesthal an der belgischen Grenze und der Weiterführung nach Antwerpen ging am 15. Oktober 1843 die erste grenzüberschreitende Bahnstrecke in Betrieb. Dazu errichtete die Rheinische Eisenbahn im klassizistischen Stil außerhalb der Stadtmauern westlich des Burtscheider Viadukts den Rheinischen Bahnhof. 1853 erreichte die von der Aachen-Düsseldorf-Ruhrorter Eisenbahn-Gesellschaft errichtete Bahnstrecke Aachen–Mönchengladbach die Stadt Aachen. Der Endpunkt dieser Strecke war der Bahnhof Aachen Marschierthor, der vier Bahnsteiggleise, ein eigenständiges, 4½-geschossiges Empfangsgebäude, mehrere Güterschuppen und Ladestraßen und eine Werkstatt besaß. Der Bahnhof Aachen Marschierthor wurde in Nachbarschaft zum Marschiertor und unmittelbar westlich des Rheinischen Bahnhofs errichtet; es existierte ein Verbindungsgleis zwischen den beiden Bahnhöfen.

### Neubau des heutigen Hauptbahnhofs

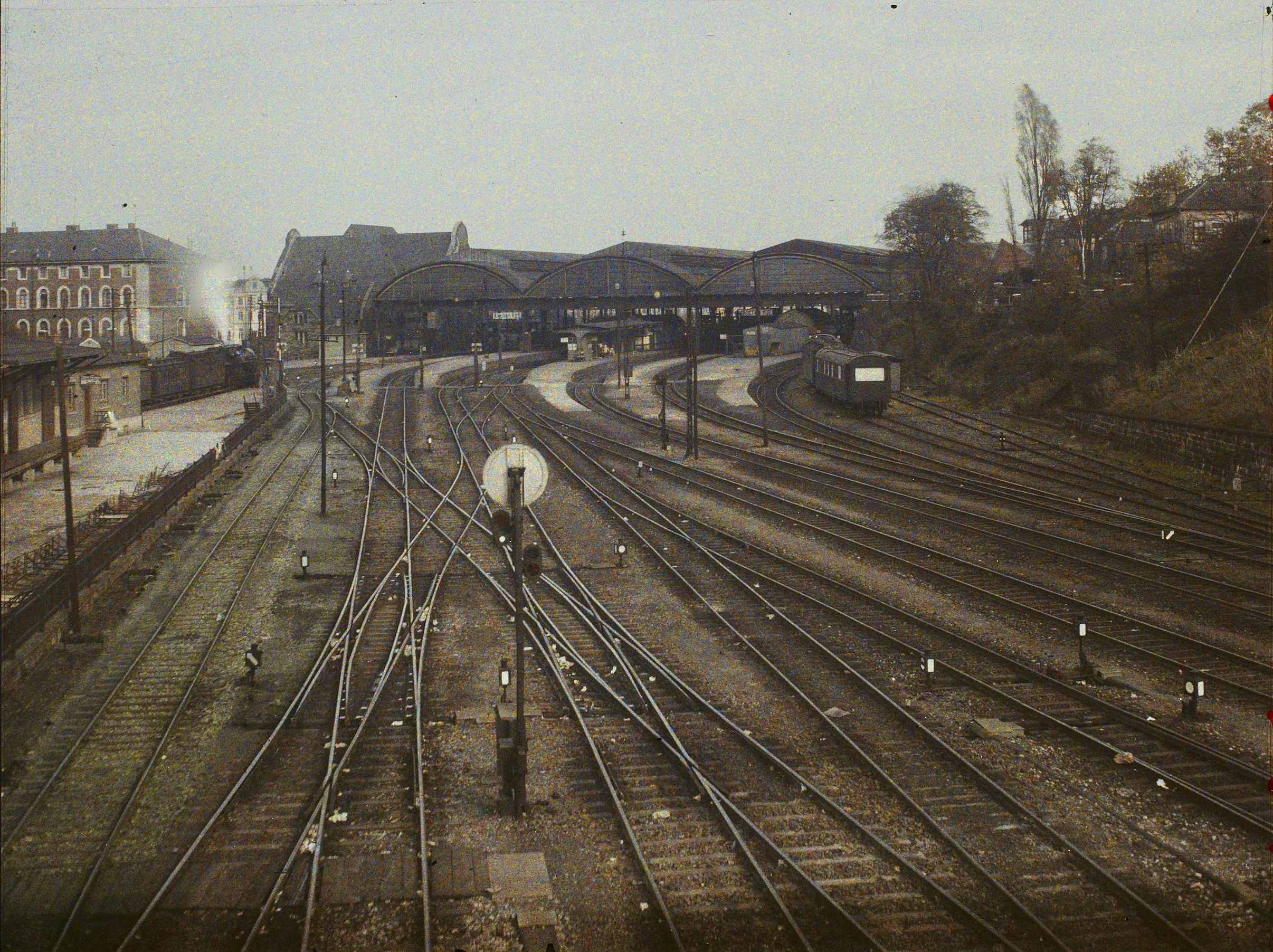
Wenig Betrieb im Oktober 1923

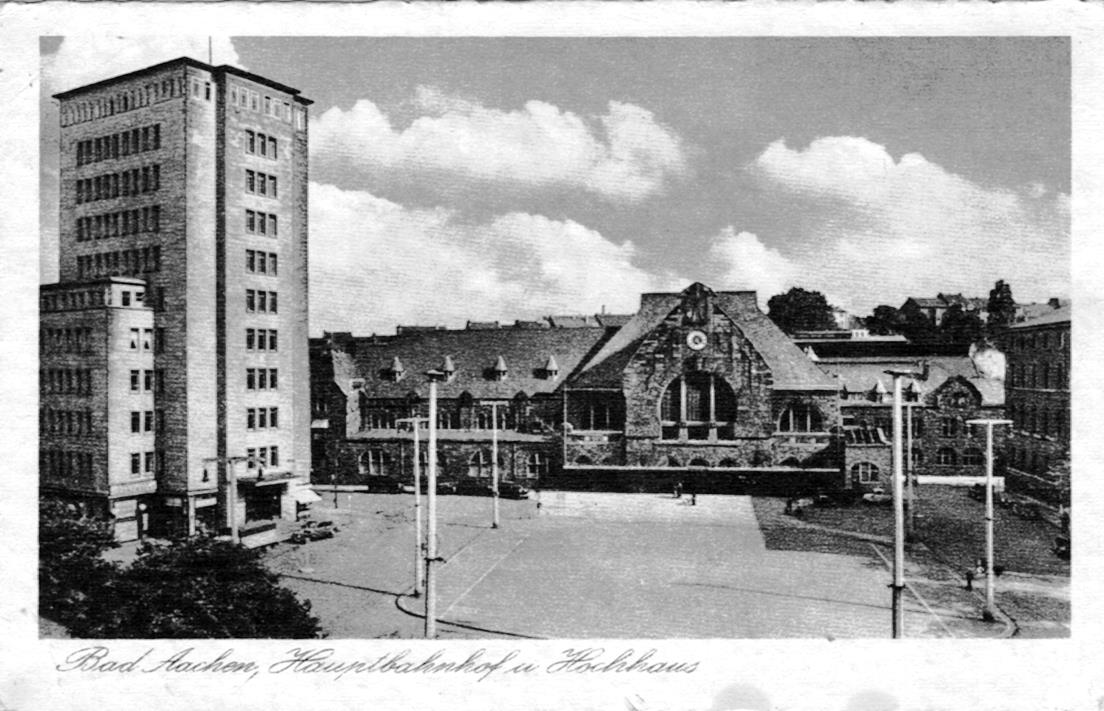
Hauptbahnhof (vor 1938)

Gegen Ende des 19. Jahrhunderts wurden sowohl die Rheinische Eisenbahn-Gesellschaft als auch die Aachen-Düsseldorf-Ruhrorter Eisenbahn-Gesellschaft verstaatlicht und gingen in den Preußischen Staatseisenbahnen auf. Die Preußischen Staatseisenbahnen benötigten jedoch keine zwei unmittelbar nebeneinanderliegenden Bahnhöfe.
Außerdem umschloss durch das Wachstum der Stadt die Bebauung die beiden Bahnhöfe; durch die ebenerdigen Gleise kam es immer öfter zu Schwierigkeiten mit dem zunehmenden Straßenverkehr. Daher beschloss die Preußische Staatseisenbahn die Errichtung eines neuen Zentralbahnhofes.
Der Aachener Hauptbahnhof wurde an der Stelle des Rheinischen Bahnhofs errichtet, da die Strecke nach Lüttich zwischen den beiden Bahnhöfen abzweigte und nur über den Rheinischen Bahnhof zu erreichen war. Als erstes erfolgten umfangreiche Dammschüttungen und Brückenneubauten. Danach folgte der Bau eines provisorischen Bahnhofs, um den Abriss des alten Bahnhofs zu ermöglichen. Das denkmalgeschützte Empfangsgebäude wurde in seiner heutigen Form am 21. Dezember 1905 eingeweiht. Es wurde als trutziger Bau in einer strengen Ausformung des Jugendstils errichtet. Die Fassade erhielt eine Natursteinverblendung, die durch zurücktretende Gliederungen gekennzeichnet ist. Die Fenster besitzen romanische Anklänge, die größeren, wie insbesondere das der Empfangshalle, sind als Thermenfenster ausgeführt. Der Giebel der Eingangsfront trägt eine Maske und die Bahnhofsuhr, darüber findet sich ein Hochrelief mit dem Adler des Preußischen Wappens (Krone, Zepter, Reichsapfel und ein stilisiertes FR im Herzstück für Fridericus rex). Im Innern wird der Festungscharakter durch gedrungene Säulen mit kräftigen Reliefkapitellen, die das Gewölbe der Eingangshalle tragen, fortgeführt. Im Bildprogramm finden sich Motive der Eisenbahn und historische Themen. Lebhaft bunte, florale Malereien und mosaikhafte Wandverkleidungen bildeten eine Symbiose aus neuromanischen und Jugendstil-Wandgestaltungen.
Die Bahnsteighalle überspannte insgesamt vier Bahnsteige mit zusammen sieben Gleisen. Auf jedem Bahnsteig befanden sich eine Wartehalle und ein Kiosk. In den 1930er Jahren passierten mit dem Nord-Express, dem Ostende-Wien-Express und dem Ostende-Köln-Pullman-Express drei Luxuszüge der CIWL die Bahnsteige des Aachener Hauptbahnhofs, zudem weitere internationale und nationale Fernzüge. Von Aachen bestanden Direktverbindungen unter anderem nach Paris, Berlin, Kopenhagen, Riga, Bukarest, Budapest, Prag, Wien, München und Athen.
Auf dem Gelände des nicht mehr benötigten Bahnhofs Aachen Marschierthor wurde das Bahnbetriebswerk Aachen Hbf errichtet.

### Kriegsschäden und Nachkriegszeit

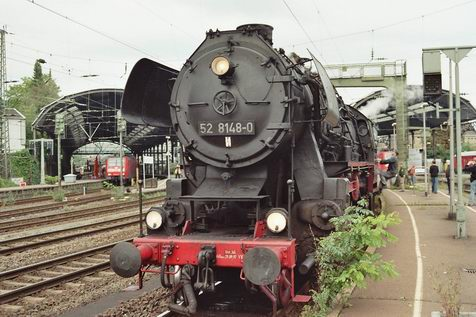
Dampflokomotive im Hauptbahnhof

In der Zeit bis zum Zweiten Weltkrieg blieb das Gebäude weitestgehend unverändert. Erst während des Rückzugs wurde der Bahnhof im Herbst 1944 bereichsweise zerstört. Da die Alliierten die Wiederaufnahme des Verkehrs über Düren und die Bördebahn nach Euskirchen und weiter über die Voreifelbahn nach Bonn forcierten, wurden die Schäden an den Gleisanlagen rasch beseitigt. 1950 waren auch die Gebäude wieder instand gesetzt. In der Nachkriegszeit lebte der Verkehr wieder auf, Vorkriegszüge wie der Nord-Express und der Ostende-Wien-Express wurden wieder eingeführt und neue Züge wie der Tauern-Express kamen hinzu. 1959 wies der Aachener Hauptbahnhof schon 850.000 Reisende auf, 1961 wurde die Millionengrenze überschritten, 1964 waren es 1,25 Millionen Fahrgäste und 1965 1,35 Millionen. Parallel dazu stieg der Zugverkehr von 20 Fernzugpaaren 1959 auf 31 im Jahr 1965 und die Zahl der Kurswagen von 58 auf 80 an. Ab dem Jahre 1957 fuhren die Dieseltriebzüge VT 11.5 als Trans-Europ-Express Molière und Parsifal nach Paris sowie Saphir nach Ostende.

### Umbau im Zuge der Elektrifizierung

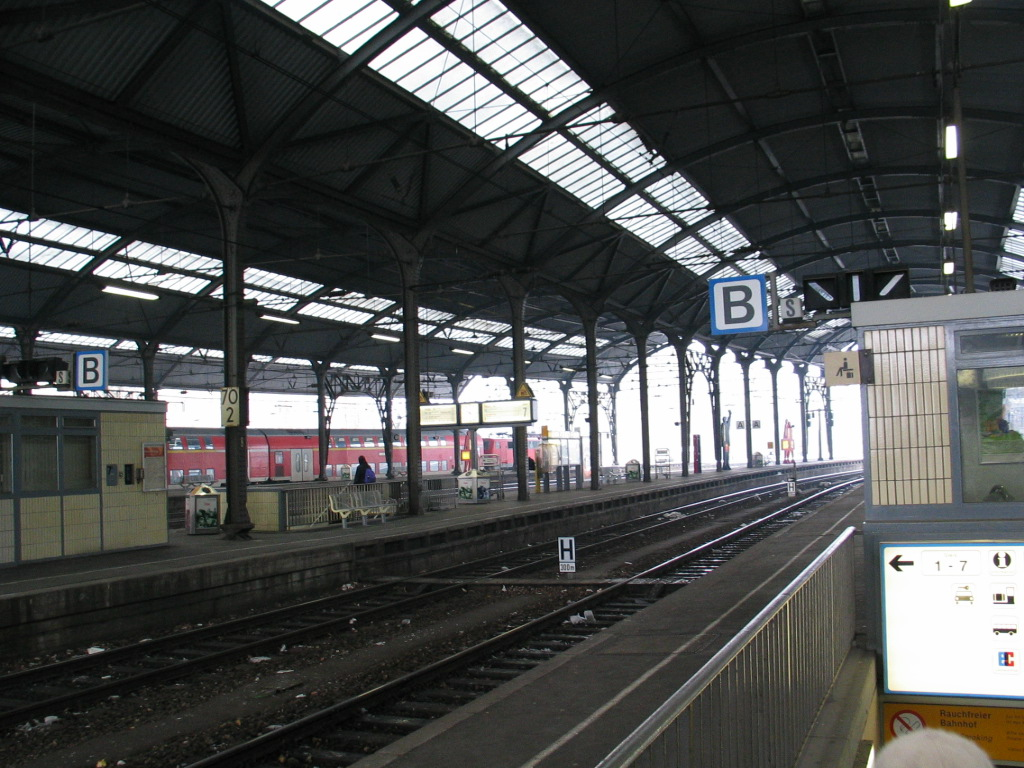
Gleise 7 und 8 im Bahnsteigbereich im Jahr 2000 vor Beginn des Umbaus

1966 wurde der elektrische Zugverkehr zwischen Belgien und Deutschland aufgenommen. Dazu wurde der Aachener Hauptbahnhof zum Systemwechselbahnhof zwischen dem deutschen und dem belgischen Bahnstromsystem umgebaut. Zu diesem Zweck wurden die Oberleitungen an den Gleisen 6 bis 9 so geschaltet, dass man dort wahlweise die 15 kV 16,7 Hz Wechselstrom der Deutschen Bundesbahn oder die 3 kV Gleichstrom der belgischen NMBS/SNCB einspeisen konnte. Zuvor waren zahlreiche Umbauarbeiten durchgeführt worden. Die entsprechenden Bahnsteige wurden auf 400 m verlängert, das mechanische Stellwerk wurde durch ein Relaisstellwerk ersetzt und mit modernen Signalen versehen. Ebenfalls wurden besondere Durchfahrgleise für den Güterverkehr eingerichtet.
Im Zuge dieser Bauarbeiten wurde das Gesicht der Gleisanlagen und der Bahnsteige im Innern des Bahnhofes stark verändert. Die Bahnsteighalle und die Brücke westlich des Bahnhofes behinderten den Umbau. So wurden fast alle Gleise und Bahnsteige neu verlegt, eine Verladestation für Autoreisezüge eingerichtet und die Überführung für die Fahrgäste durch eine Unterführung ersetzt. Hinzu kamen neue Gebäude für die Bahnmeisterei, den Wagendienst und die Signalmeisterei. Am Ende waren aus 12.400 m Gleis 13.575 m geworden, von denen 10.390 m neu waren. Statt der zuvor 118 Weichen gab es nun 180. Über den Betriebsbeginn gibt es widersprüchliche Angaben. Einige Quellen geben den 18. Mai 1966 (offizieller Elektrifizierungs-Eröffnungszug) und den 23. Mai 1966 (Fahrplanwechsel und damit Umstellung des Zugverkehrs auf E-Loks), andere den Jahreswechsel 1966/1967 (vermutlich Abschluss aller Umbaumaßnahmen) an.

### Erneute Renovierung
Im Jahr 2000 wurde mit der Renovierung des Bahnhofs begonnen. Diese umfasste die Umgestaltung der Eingangshalle, bei der unter anderem die Abhängung der Decke entfernt wurde. Die Bahnsteige und der Zugangstunnel zu den Gleisen wurden renoviert. Für den behindertengerechten Zugang zu den Bahnsteigen wurden Aufzüge eingebaut. Da der Bahnhof zur Bahnhofskategorie 3 gehörte, wurde der Service Point, der sich vor dem alten Reisezentrum befand, entsprechend dem neuen Service-Konzept von DB Station&Service entfernt. Dafür wurde in Aachen die erste technische 3-S-Zentrale der DB im Rahmen einer Verkehrszentrale in Betrieb genommen. Die Renovierung wurde rechtzeitig zu den Weltreiterspielen 2006 in Aachen abgeschlossen. Vom 17. bis 19. August 2006 wurde der neue Hauptbahnhof eröffnet.
Vom 23. bis 25. November 2007 wurde das bestehende ESTW Düren für 40 Millionen Euro um ein zusätzliches Modulgebäude erweitert. Dieses auch ESTW-A genannte Modulgebäude ersetzt das bisherige Relaisstellwerk sowie drei weitere Stellwerke in Aachen-Süd und Aachen-Rothe Erde. Der Eisenbahnbetrieb wird seitdem von der Betriebszentrale in Duisburg ferngesteuert. Zur Anbindung der belgischen Hochgeschwindigkeitsstrecke HSL 3 erfolgte eine Ausrüstung mit TBL1+ auf einigen Gleisen.
Im östlichen Teil zwischen Hackländerstraße und Kasinostraße befindet sich ein Fußgängertunnel unter den Gleisen des Hauptbahnhof, der jedoch von vielen Bürgern ungerne genutzt wird. Deshalb wurde zur Verbesserung der Anbindung des Stadtteils Burtscheid seit den 1990er Jahren ein Tunneldurchstich des im Empfangsgebäude befindlichen Fußgängertunnels zur Südseite geplant. Im Juni 2019 schrieb die Stadt Aachen Planungsdienstleistungen aus: Zunächst sollen der Durchstich des Tunnels unter den Gleisen nach Süden sowie ein Treppenaufgang und eine Aufzugsanlage geplant werden. Auf der Rückseite des denkmalgeschützten Hochbunkers Kasinostraße soll ein kleiner Vorplatz entstehen, der eine Zufahrt durch einen Durchstich des Bunkers erhalten soll, dessen Planung nicht Teil der Ausschreibung ist. Außerdem sollte dieser Vorplatz über einen Fuß- und Radweg von der Burtscheider Brücke erreichbar sein. Hier befindet sich ein Brachgelände der ehemaligen Deutschen Bundespost. Laut dem städtischen Presseamt sollte der Beginn der Bauarbeiten für den südlichen Zugang frühestens 2021 umgesetzt werden, doch nachdem Anfang September 2021 die Pläne erneut auf dem Prüfstand kamen, wurde Anfang 2022 ein neuer Bebauungsplan vorgelegt, wodurch die eigentlichen Umbauarbeiten auf unbestimmte Zeit verschoben wurden.

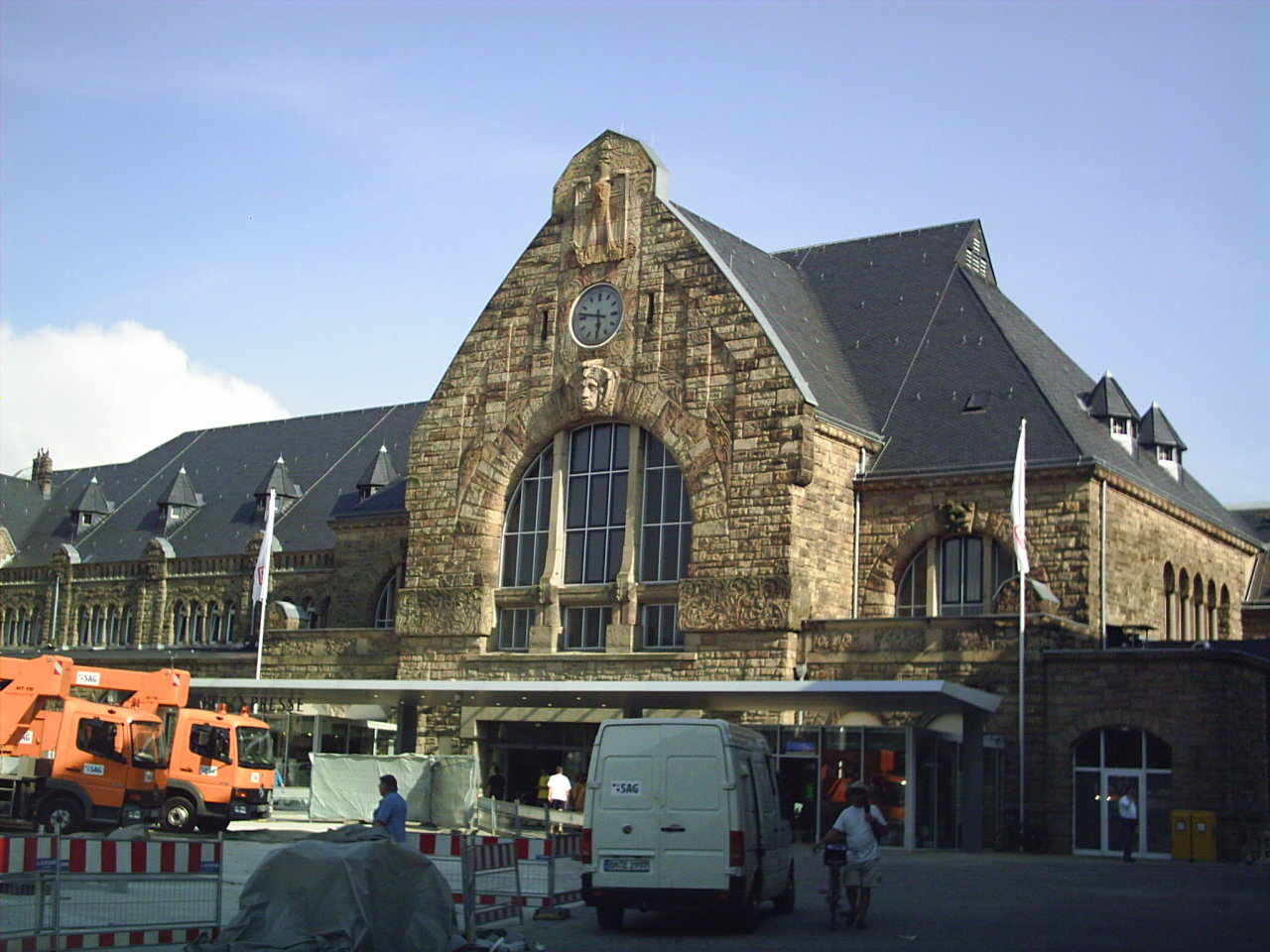
Empfangsgebäude und Vorplatz in der Umbauphase, Juli 2006
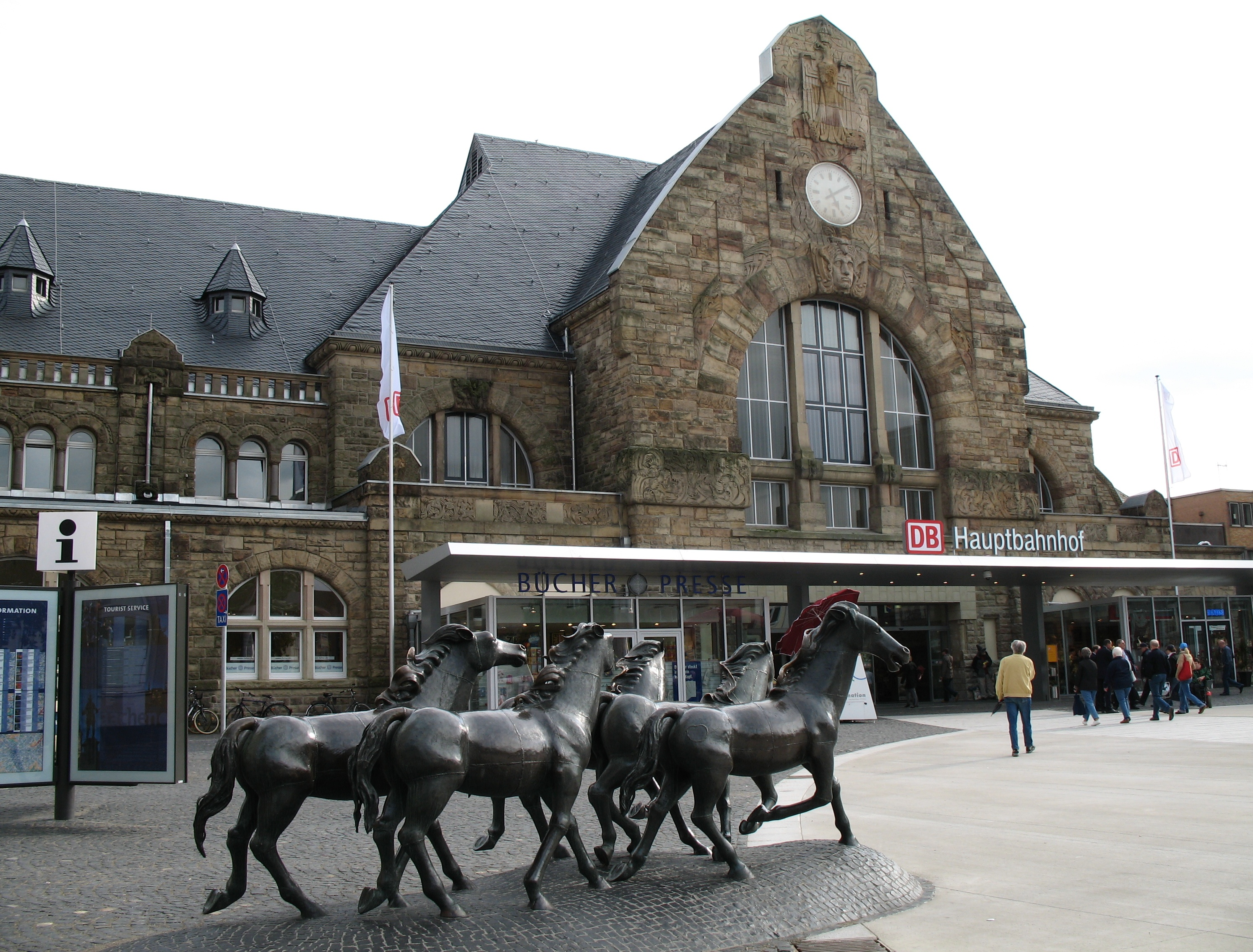
Neugestalteter Vorplatz mit bronzener Pferdeskulptur des Aachener Bildhauers Bonifatius Stirnberg
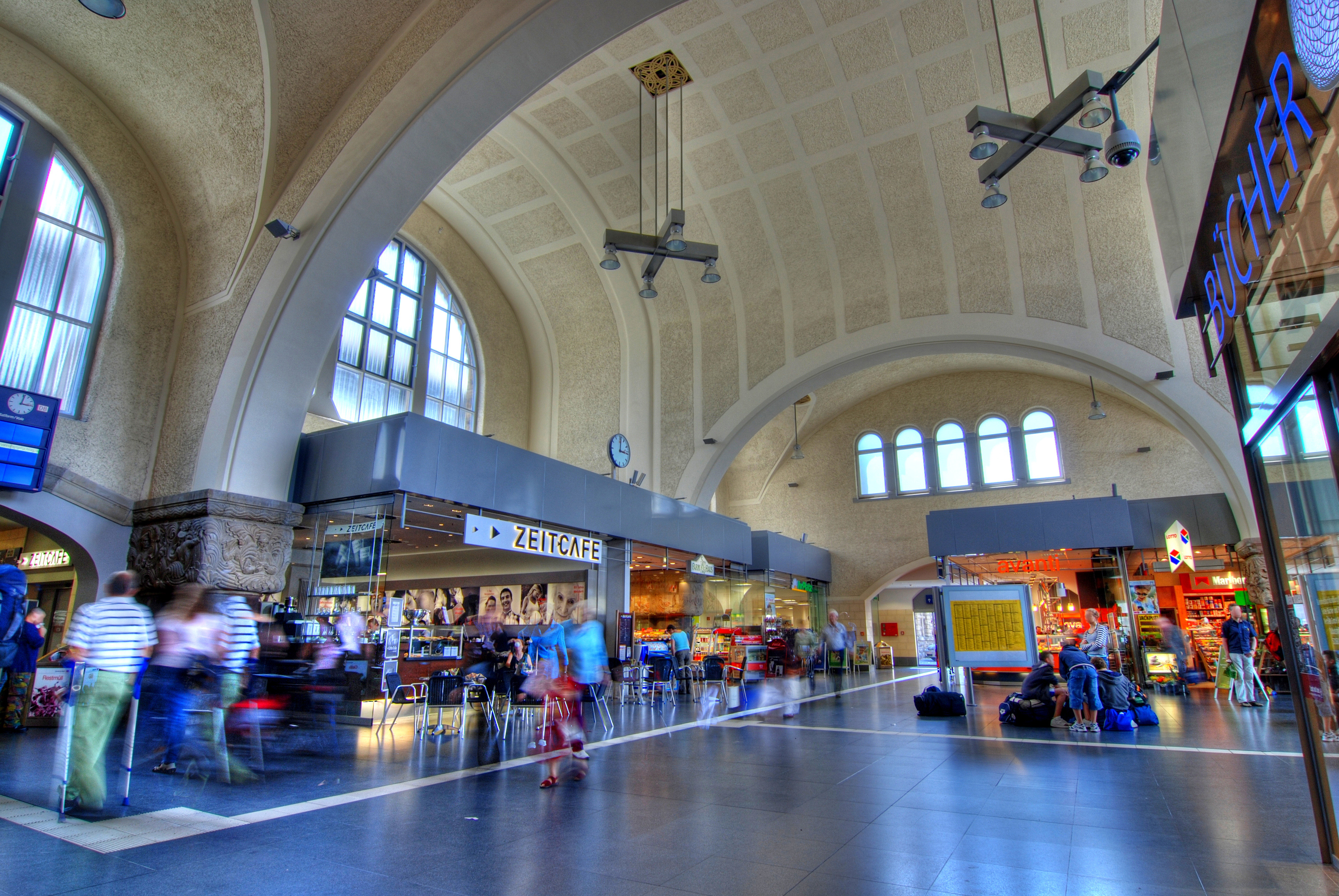
Innenansicht des Aachener Hauptbahnhofs nach dem Umbau

### Ausblick
Im dritten Gutachterentwurf des Deutschlandtakts ist ein Ausbau mit zusätzlichen Weichen und Überholgleisen unterstellt. Dafür sind, zum Preisstand von 2015, Investitionen von sechs Millionen Euro vorgesehen.

## Verkehr und Betrieb
(Stand 2021)

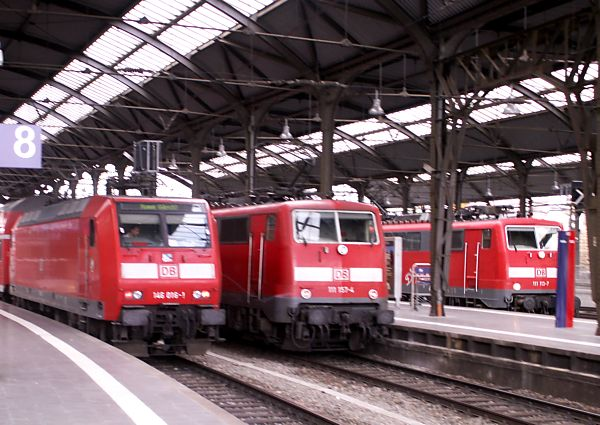
Lokomotiven von NRW-Express, Rhein-Sieg-Express und Wupper-Express (2007)

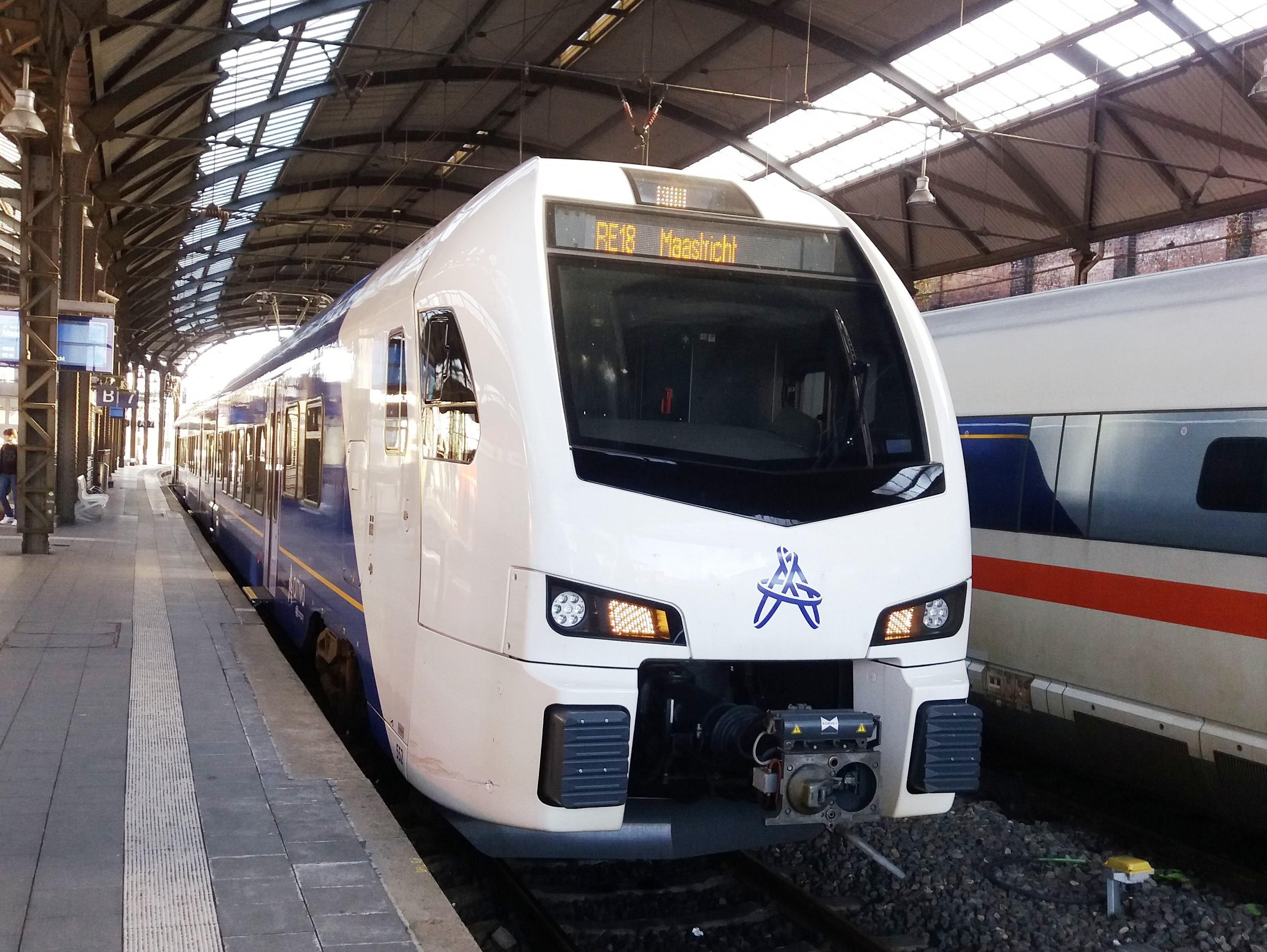
LIMAX an Gleis 7 nach Maastricht im Jahr 2019

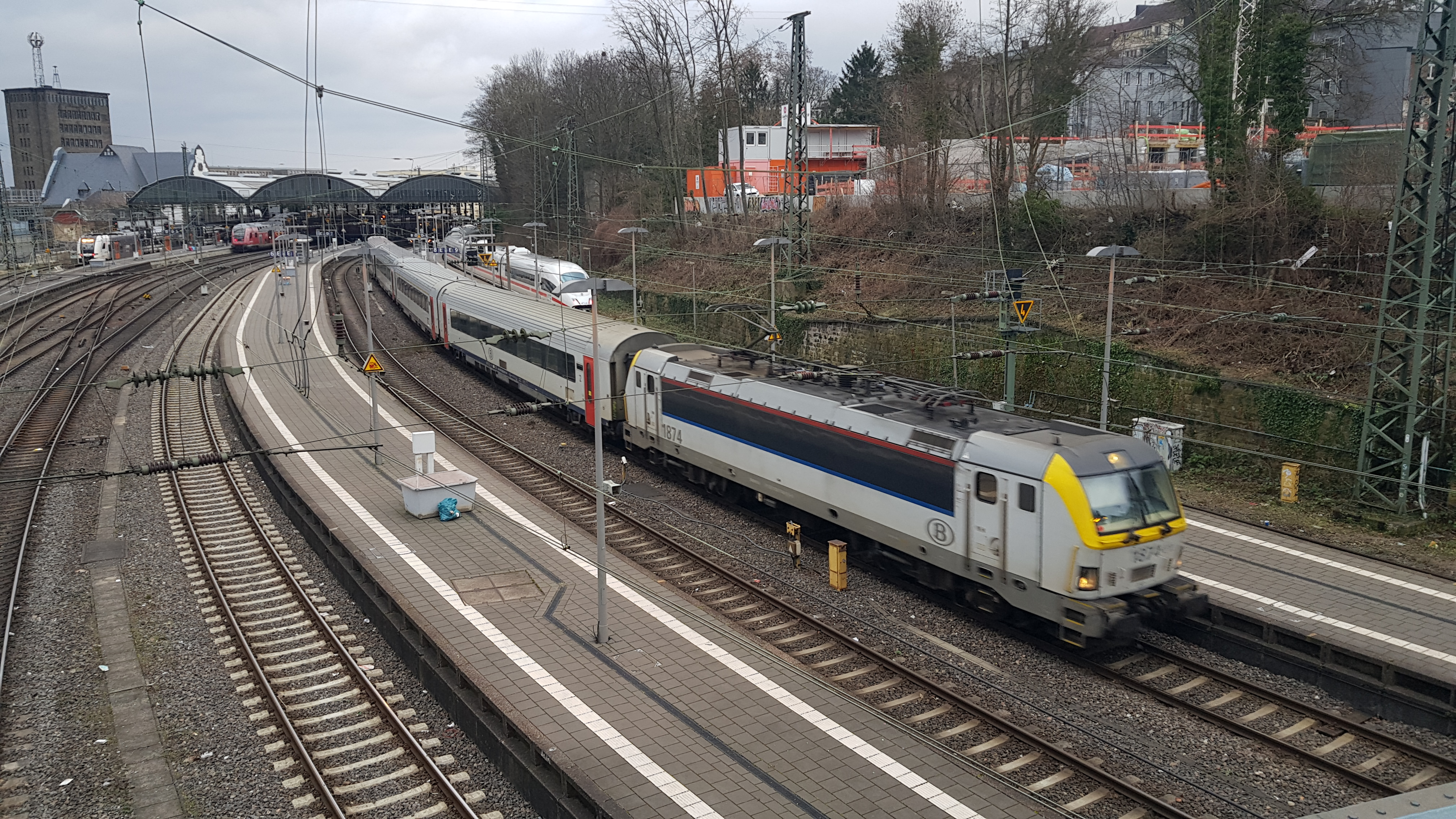
S41 der S-Bahn Lüttich (2024)

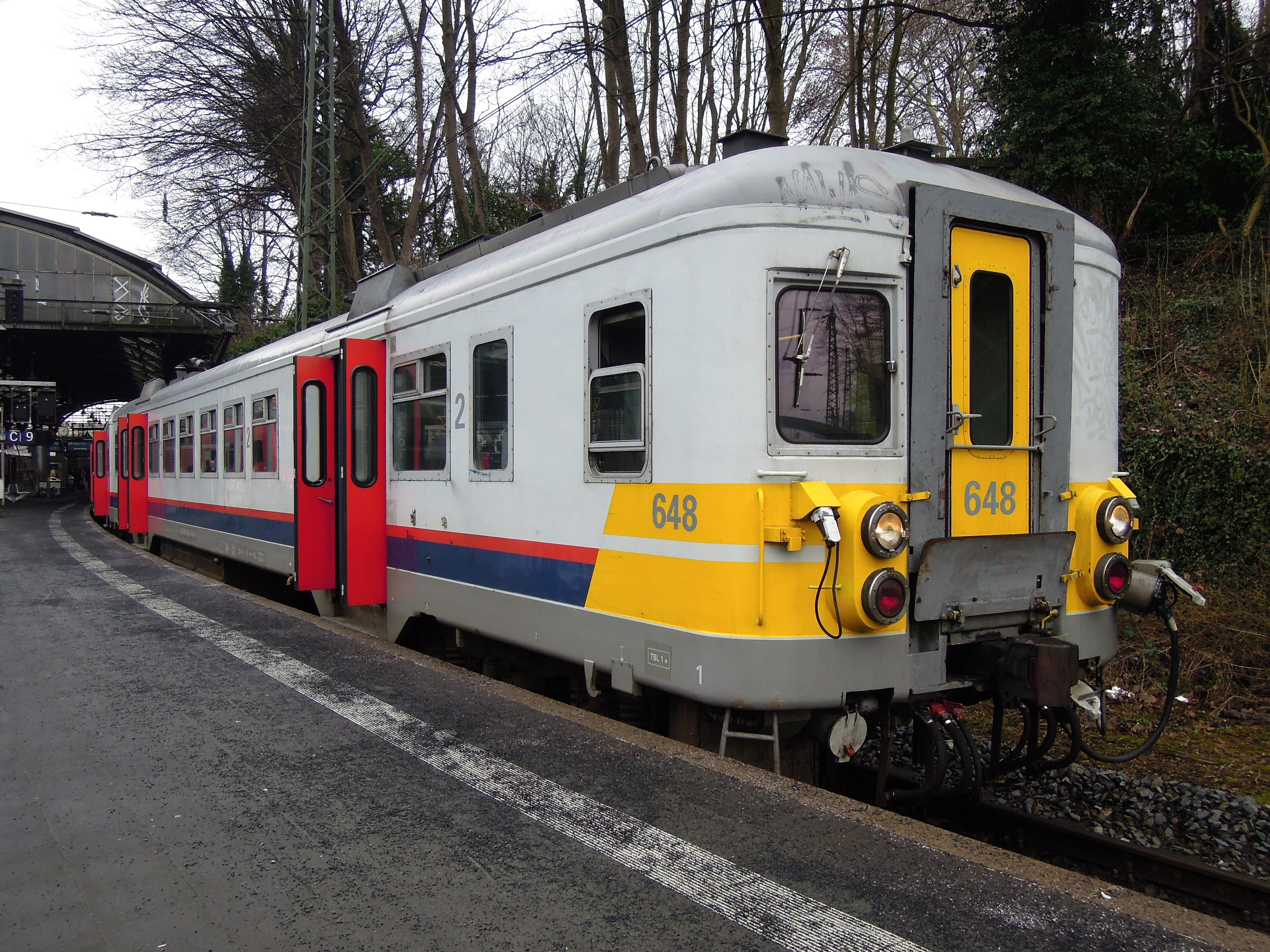
euregioAIXpress an Gleis 9 nach Spa-Géronstère im Jahr 2015

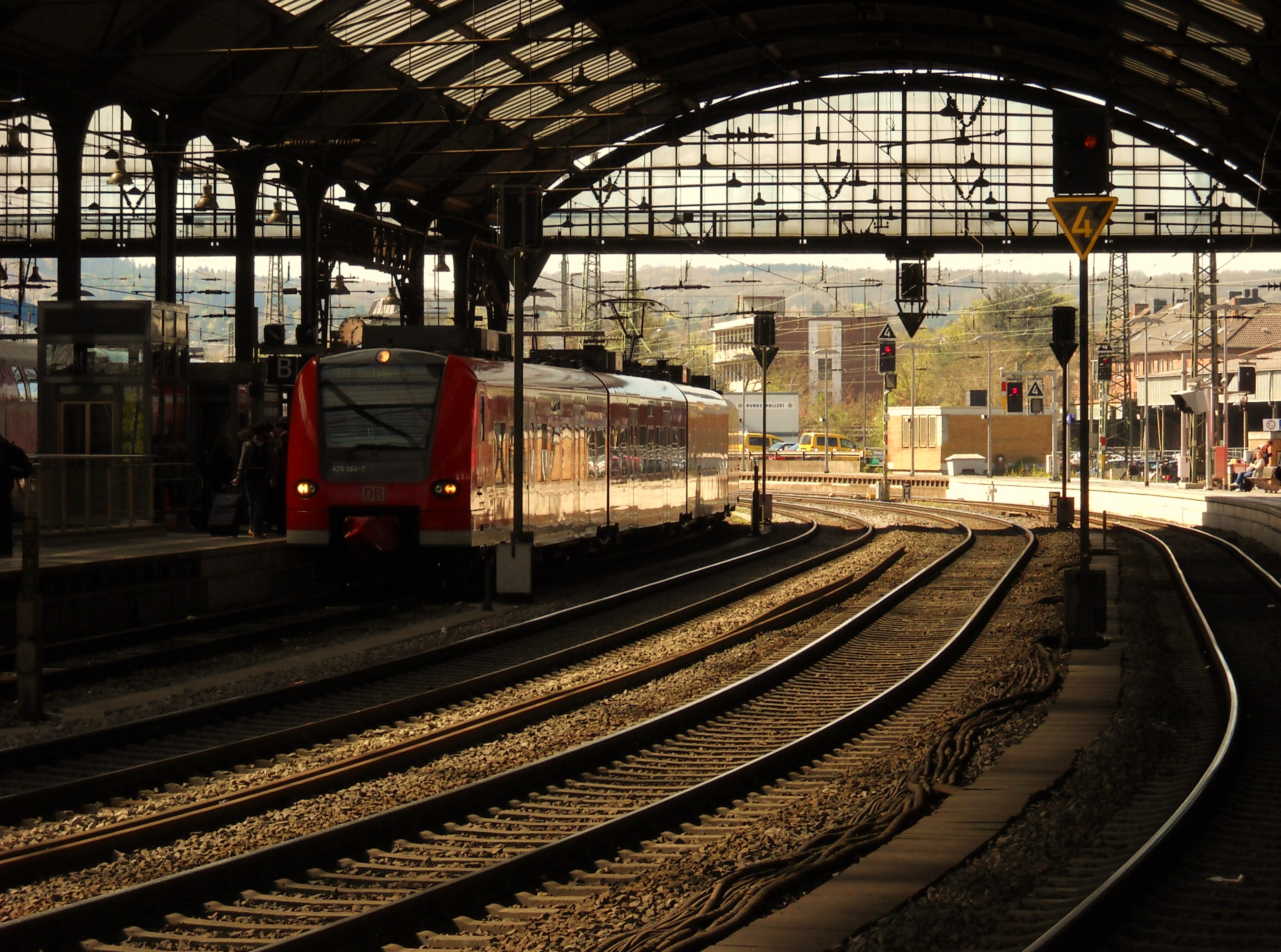
Rhein-Niers-Bahn nach Duisburg an Gleis 6 im Jahr 2011

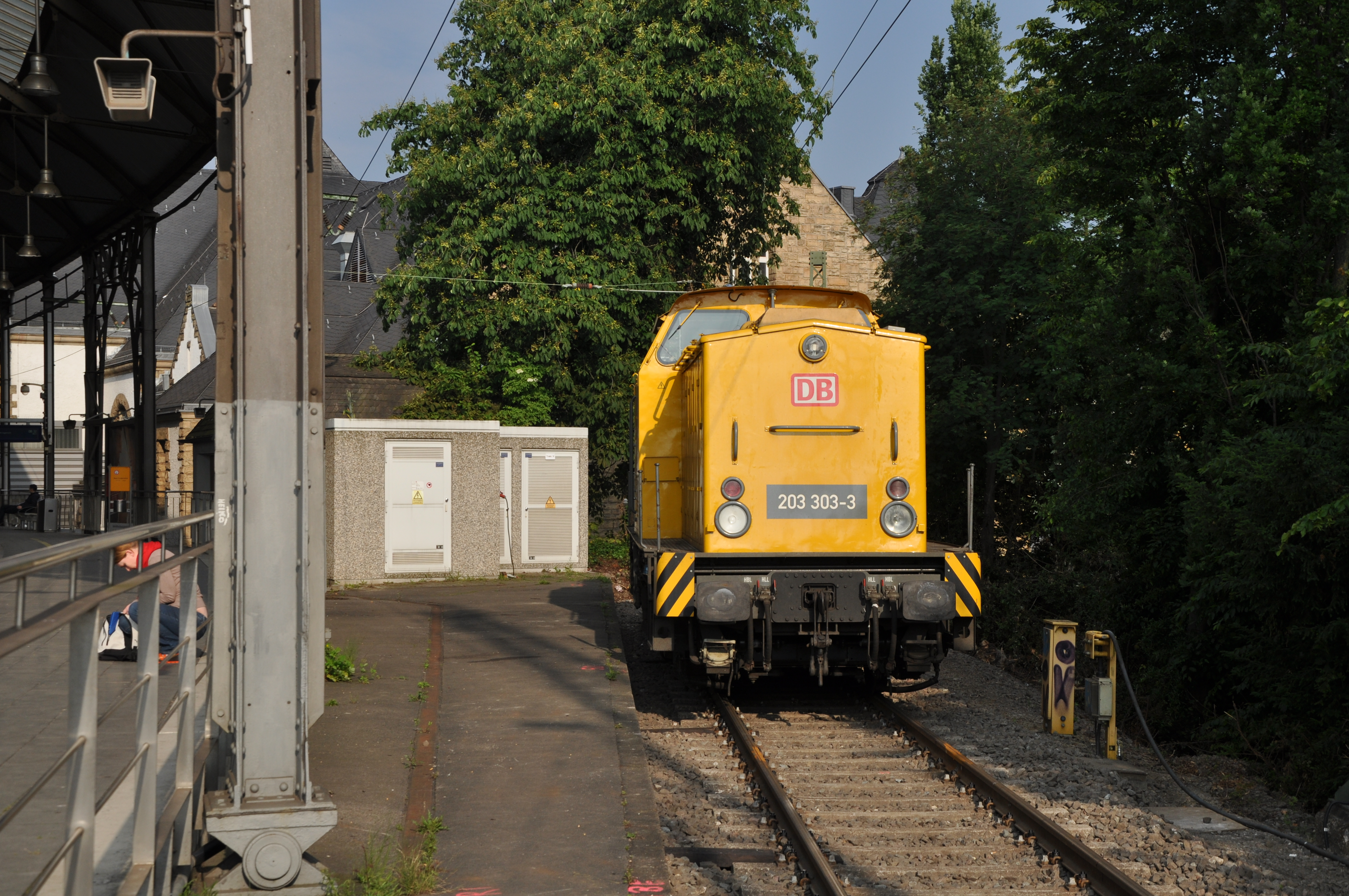
An der Ostseite des Hauptbahnhofs befinden sich Stumpfgleise, die häufig zur Abstellung von Lokomotiven genutzt werden.

Von Aachen Hauptbahnhof führen Gleise in drei Hauptrichtungen, die vom Personenverkehr genutzt werden, und zwar nach:
- Köln (Schnellfahrstrecke Köln–Aachen, KBS 480), über Stolberg, Eschweiler, Langerwehe, Düren und Horrem,
- Mönchengladbach (Bahnstrecke Aachen–Mönchengladbach, KBS 485), über Herzogenrath, Geilenkirchen, Baal und Rheydt,
- Lüttich (Bahnstrecke Liège–Aachen, KBS 480a)

Die Strecke nach Köln wird dabei von den beiden Regional-Express-Linien RE 1 und RE 9 bedient, wobei die Züge der Linie RE 9 wegen der fahrzeugbedingten Höchstgeschwindigkeit (teilweise werden noch alte Doppelstockwagen eingesetzt) von 140 km/h (gegenüber 160 km/h auf der Linie RE 1) langsamer sind. Zwischen Aachen und Stolberg sowie zwischen Langerwehe und Düren verkehrt außerdem zusätzlich die Regionalbahn RB 20.
Die KBS 485 wird von der Linie RE 4 (nach Dortmund Hbf), der Regionalbahn RB 33 (nach Essen Hbf bzw. Heinsberg) und zwischen Aachen und Herzogenrath von der RE 18 und RB 20 bedient, wobei die RB 20 zusätzlich in Kohlscheid und die RB 33 zusätzlich in Kohlscheid, Brachelen, Herrath und Wickrath hält. Nach Belgien fahren der RE 29 (euregioAIXpress nach Lüttich) sowie die Fernverkehrszüge ICE und Thalys, die zuvor aus Richtung Köln (KBS 480) kommen, kurz hinter der Grenze die Altstrecke nach Lüttich verlassen und auf der HSL 3 weiter nach Lüttich und Brüssel fahren. Aachen ist bei diesen Zügen der letzte Halt in Deutschland.
Die 2001 eingeführte Euregiobahn (RB 20) ist die einzige Nahverkehrslinie, die nicht in Aachen Hauptbahnhof beginnt oder endet. Sie fährt von Stolberg (Rheinl) Hbf über Alsdorf nach Herzogenrath und weiter über Aachen wieder nach Stolberg (Rheinl) Hbf, wo der Zug geflügelt wird und jeweils ein Zugteil bis Stolberg-Altstadt bzw. Düren fährt.
Neben den im Takt verkehrenden Linien gab es seit dem 13. Dezember 2009 drei weitere Fernverkehrsverbindungen mit einzelnen Zügen. Der IC 1918 fuhr freitags von Aachen über die KBS 485 nach Berlin, der IC 1919 verkehrte sonntags in entgegengesetzter Richtung von Berlin nach Köln über Mönchengladbach und Aachen. Ebenfalls sonntags verkehrte der ICE 544 von Berlin nach Aachen über Düren. In der Nacht von Sonntag auf Montag verkehrt der ICE 949 seit Dezember 2012 von Aachen über Düren nach Berlin. Früher existente Linien, etwa nach Luxemburg, wurden dagegen wegen Unwirtschaftlichkeit aufgegeben.
Am 27. Januar 2019 nahm der LIMAX (RE 18) den Betrieb zwischen Aachen Hauptbahnhof und Maastricht über Herzogenrath und Heerlen auf. Er wird von Arriva Nederland betrieben.
Außerdem wird der Bahnhof nachts von zwei Zügen der S-Bahn-Linie S 19 der S-Bahn Köln bedient.
Zum Fahrplanwechsel 2019/2020 hat Flixtrain seine Verbindung Berlin–Köln bis Aachen verlängert.
Seit dem 19. Januar 2020 bietet die ÖBB-Personenverkehr einen Nightjet zwischen Wien und Brüssel an, der auch in Aachen hält. Ankunft in Brüssel ca. 10:30 Uhr, Abfahrt gegen ca. 18:30 Uhr.
Das Gleis 1 dient wegen des nur auf geringer Länge in voller Höhe ausgebauten Bahnsteigs normalerweise ausschließlich der Euregiobahn, die anderen Bahnsteiggleise auch den übrigen Nahverkehrslinien. S41, ICE und Eurostar halten stets auf den Gleisen 6–9, da nur dort die Oberleitung zum Systemwechsel umgeschaltet werden kann, diese soll jedoch bis 2025 auf die freie Strecke nach Hergenrath verlegt werden. Die durchgehenden Hauptgleise (Gleise 4 und 5) dienen ausschließlich der Durchfahrt sowie für Rangierfahrten und besitzen keinen Bahnsteig. Meist werden die in Aachen endenden Züge der Linien RE 1, RE 4, RE 9 und RB 33 lange vor Abfahrt im Hauptbahnhof bereitgestellt.
Eine betriebsfähige Güterumgehungsbahn gibt es in Aachen nicht, somit quält sich der Güterverkehr über die Bahnstrecken des Personenverkehrs sowie durch den Hauptbahnhof und das Innenstadtgebiet. Der Bahnhof und angrenzende Streckenabschnitte wurden 2019 als überlastet erklärt, im September 2020 wurde ein Plan zur Kapazitätserhöhung vorgelegt.
Seit dem 10. Dezember 2023 verkehrt der euregioAIXpress als S41 des S-Zugs Lüttich von Aachen Hbf bis Lüttich-St-Lambert.

### Planungen
Es war geplant, ICE-Züge der zukünftigen Linie Frankfurt – Köln – London in Aachen halten zu lassen. Dafür hätte eine Sicherheitsschleuse gebaut werden müssen, an der einsteigende Reisende für die Durchfahrt durch den Eurotunnel kontrolliert würden. Die Pläne für den ICE nach London sind jedoch aus Kostengründen gestrichen und die notwendige Ausstattung der Velaro D ist bislang nur angefragt, aber nicht eingebaut. Auch eine denkbare Verbindung zwischen London und Frankfurt durch Eurostar International mit dem neuen Eurostar 320 ist bislang nicht vorgesehen.
Im Dezember 2014 wurde durch ein Planungsunternehmen eine Studie zu einem zukünftigen Fahrplankonzept und daraus resultierenden infrastrukturellen Maßnahmen veröffentlicht. Dabei wurde eine Direktverbindung von Aachen nach Maastricht, neue, beschleunigungsstärkere Fahrzeuge auf dem Wupper-Express und Elektrifizierung der Euregiobahn angenommen. Der Studie zufolge könnten langfristig gesehen folgende Maßnahmen die Leistungsfähigkeit und Pünktlichkeit des Aachener Hauptbahnhofs erhöhen:
- Sicherungstechnische Ausrüstung von Gleis 6 für Doppelbelegung, sodass zwei Züge gleichzeitig an diesem Gleis abgefertigt werden können.
- Die durchgehenden Hauptgleise für Güterzüge sind momentan die Gleise 4 und 5. Würde man stattdessen die Gleise 1 und 8 für reguläre Güterzüge nutzen, könnten die Gleise 4 und 5 als reine Überholgleise verwendet werden und die Kapazität erhöhen. Ein Nachteil wäre, Zugdurchfahrten regelmäßig über Bahnsteiggleise leiten zu müssen.
- Durch die Installation zusätzlicher Weichen im westlichen Gleisvorfeld könnte die Anzahl der möglichen Fahrstraßen erhöht werden.

Über eventuelle Kosten und mögliche Zeitpunkte der Realisierung dieser Maßnahmen wurden keine Angaben gemacht.
Am 11. Dezember 2016 wurde die Zahl der bisherigen ICE-Verbindungen von 4 auf 7 erhöht. Die Deutsche Bahn sollte ab diesem Zeitpunkt die neuen Mehrsystemzüge der Baureihe 407 einsetzen können.
Ab dem Fahrplanwechsel im Dezember 2017 sollte der aktuell zwischen Aachen und Spa verkehrende Regionalexpress durch einen derzeit in Welkenraedt endenden IC ersetzt werden. Dieser verkehrt aktuell zwischen Welkenraedt und Kortrijk. Diese Änderung wurde jedoch zum angegebenen Datum nicht realisiert.
Um den Takt der RE18 zwischen Aachen und Maastricht von 60 auf 30 Minuten zu verdichten, muss der Abschnitt zwischen Heerlen und Landgraaf zweigleisig ausgebaut werden. Am 6. April 2020 gab der Provinzialrat von Limburg grünes Licht für einen zusätzlichen Beitrag, der den zweigleisigen Ausbau der Strecke ermöglicht. In diesem Zusammenhang wurde diskutiert, den Intercity aus Amsterdam über Heerlen hinaus nach Aachen Hauptbahnhof zu verlängern. Der Intercity wird jedoch von der niederländischen Eisenbahngesellschaft NS betrieben und nicht von der Provinz ausgeschrieben. Diese Verlängerung wurde bisher nicht realisiert. Der Abschnitt zwischen Heerlen und Landgraaf wurde bis Mai 2022 zweigleisig ausgebaut um zum Jahresfahrplan 2023 den Takt auf 30 Minuten zu verdichten. Infrastrukturelle Maßnahmen auf deutscher Seite, die eine konfliktfreie Trassenführung der zweiten Leistung über Herzogenrath hinaus nach Aachen Hbf ermöglichen, wurden zu diesem Zeitpunkt noch nicht fertiggestellt, so dass diese zunächst in Herzogenrath endete.
Seit dem 14. Juni 2020 wurde der RE 1 mit Fahrzeugen des Typs Siemens Desiro HC im Rahmen des RRX-Projekts von Abellio Rail NRW betrieben. Damit wurde die Sitzplatzkapazität von vormals ca. 720 auf 800 Sitzplätze pro Zug erhöht. Aufgrund der Insolvenz dieses Verkehrsunternehmens wurden die Leistungen zum 1. Februar 2022 von den Aufgabenträgern an National Express als Nachfolgebetreiber mit dem gleichen Fahrzeugmaterial vergeben.
Seit dem 13. Dezember 2020 wird ebenfalls der RE 4 mit Fahrzeugen des Typs Siemens Desiro HC im Rahmen des RRX-Projekts von National Express betrieben, was die Sitzplatzkapazität von vormals ca. 580 auf 800 Sitzplätze erhöht.
Zum Fahrplanwechsel im Dezember 2026 plant DB-Fernverkehr zweimal täglich eine neue ICE-Verbindung zwischen Köln und Antwerpen mit Halten in Aachen, Lüttich-Guillemins, Löwen und Flughafen Brüssel-Zaventem.

### Fernverkehrslinien

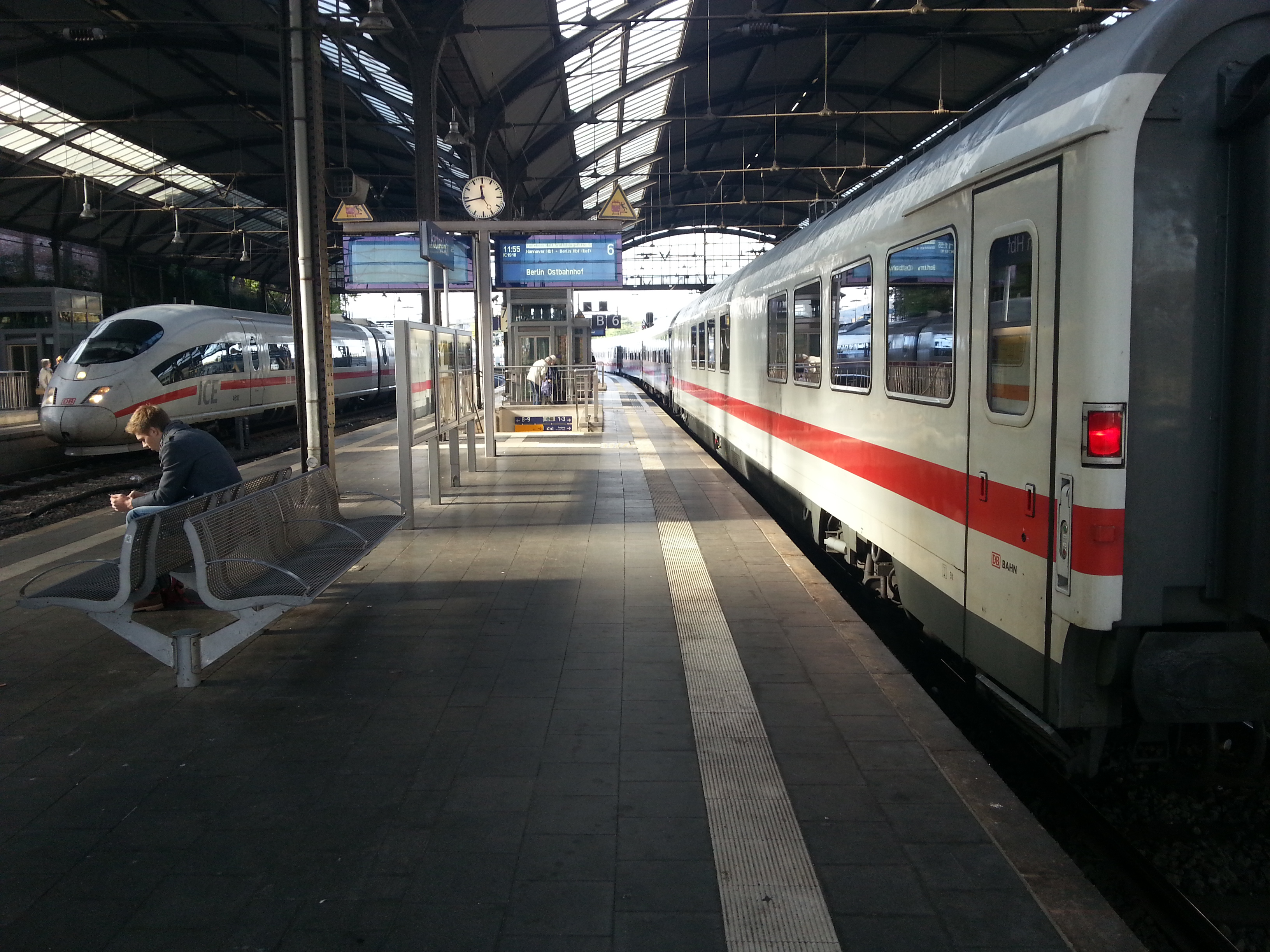
Links der ICE International von Brüssel nach Frankfurt, rechts der IC 1918 nach Berlin Ostbahnhof

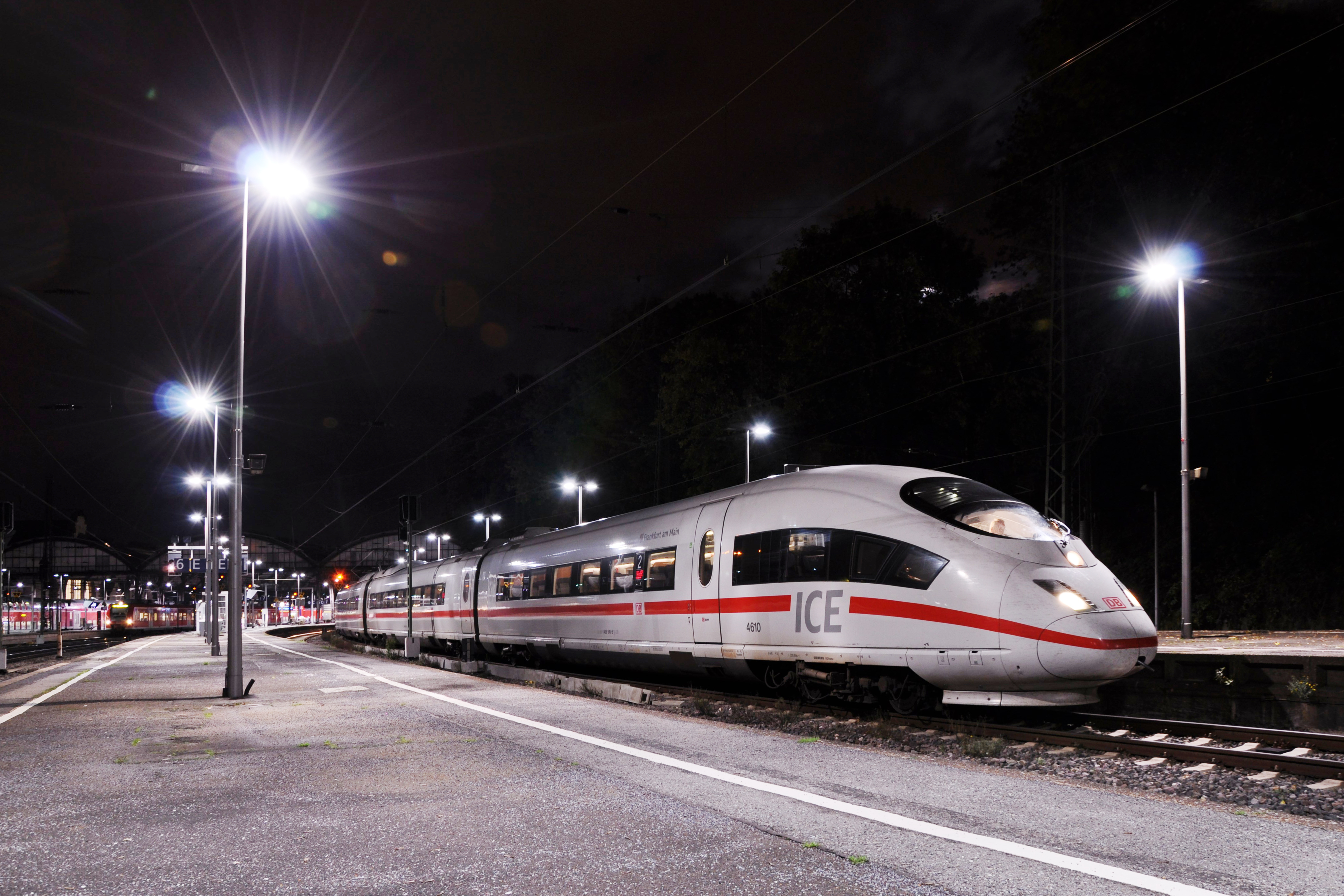
Die ICE-International-Züge werden mit der Baureihe 406 bedient.

| Linie                | Fahrtverlauf | Fahrtverlauf | Taktfrequenz                                 | Betreiber              |
| -------------------- | --- | --- | -------------------------------------------- | ---------------------- |
| ICE 79               | Bruxelles-Midi/Brussel-Zuid – Bruxelles-Nord/Brussel-Noord – Liège-Guillemins – Aachen Hbf – Köln Hbf – (Köln/Bonn Flughafen – Siegburg/Bonn – Limburg Süd – Montabaur) – Frankfurt Flughafen Fernbf – Frankfurt (Main) Hbf                                                                                  | Bruxelles-Midi/Brussel-Zuid – Bruxelles-Nord/Brussel-Noord – Liège-Guillemins – Aachen Hbf – Köln Hbf – (Köln/Bonn Flughafen – Siegburg/Bonn – Limburg Süd – Montabaur) – Frankfurt Flughafen Fernbf – Frankfurt (Main) Hbf                                                                                  | alle 2 Stunden                               | DB Fernverkehr         |
| EST 80               | Paris-Nord – Bruxelles-Midi/Brussel-Zuid – Liège-Guillemins – Aachen Hbf – Köln Hbf – Düsseldorf Hbf – Duisburg Hbf – Essen Hbf ( – Dortmund Hbf) | Paris-Nord – Bruxelles-Midi/Brussel-Zuid – Liège-Guillemins – Aachen Hbf – Köln Hbf – Düsseldorf Hbf – Duisburg Hbf – Essen Hbf ( – Dortmund Hbf) | alle 2–4 Stunden                             | Eurostar International |
| ICE 10               | Berlin Ostbahnhof – Berlin Hbf – Berlin-Spandau – (Wolfsburg Hbf –) Hannover Hbf – (Herford –) Bielefeld Hbf – Hamm (Westf) Hbf – Dortmund Hbf – (Bochum Hbf –) Essen Hbf – (Mülheim (Ruhr) Hbf –) Duisburg Hbf – Düsseldorf Flughafen – Düsseldorf Hbf (– Köln Hbf – Düren – Aachen Hbf )                   | Berlin Ostbahnhof – Berlin Hbf – Berlin-Spandau – (Wolfsburg Hbf –) Hannover Hbf – (Herford –) Bielefeld Hbf – Hamm (Westf) Hbf – Dortmund Hbf – (Bochum Hbf –) Essen Hbf – (Mülheim (Ruhr) Hbf –) Duisburg Hbf – Düsseldorf Flughafen – Düsseldorf Hbf (– Köln Hbf – Düren – Aachen Hbf )                   | einzelne Züge                                | DB Fernverkehr         |
| ICE 14               | Berlin Ostbahnhof – Berlin Hbf – Berlin-Spandau – Hannover Hbf – Herford – Bielefeld Hbf – Gütersloh Hbf – Hamm (Westf) Hbf – Dortmund Hbf - Bochum Hbf - Essen Hbf – Duisburg Hbf – Krefeld Hbf – Viersen – Mönchengladbach Hbf – Rheydt Hbf – Erkelenz – Geilenkirchen – Herzogenrath – Aachen Hbf         | Berlin Ostbahnhof – Berlin Hbf – Berlin-Spandau – Hannover Hbf – Herford – Bielefeld Hbf – Gütersloh Hbf – Hamm (Westf) Hbf – Dortmund Hbf - Bochum Hbf - Essen Hbf – Duisburg Hbf – Krefeld Hbf – Viersen – Mönchengladbach Hbf – Rheydt Hbf – Erkelenz – Geilenkirchen – Herzogenrath – Aachen Hbf         | einzelne Züge                                | DB Fernverkehr         |
| FLX 30               | (Dresden Hbf – Dresden-Neustadt – Elsterwerda – Berlin Schönefeld –) Berlin Ostbahnhof – Berlin Hbf – Berlin-Spandau – Stendal – Hannover Hbf – Herford – Bielefeld Hbf – Gütersloh Hbf – Hamm (Westf) Hbf – Dortmund Hbf – Bochum Hbf – Essen Hbf – Duisburg Hbf – Düsseldorf Hbf – Köln Hbf (– Aachen Hbf) | (Dresden Hbf – Dresden-Neustadt – Elsterwerda – Berlin Schönefeld –) Berlin Ostbahnhof – Berlin Hbf – Berlin-Spandau – Stendal – Hannover Hbf – Herford – Bielefeld Hbf – Gütersloh Hbf – Hamm (Westf) Hbf – Dortmund Hbf – Bochum Hbf – Essen Hbf – Duisburg Hbf – Düsseldorf Hbf – Köln Hbf (– Aachen Hbf) | freitags bis montags täglich ein Zugpaar     | Flixtrain              |
| Nightjet 425/424     | Berlin Hbf – Berlin Südkreuz – Halle (Saale) Hbf – Erfurt Hbf – Frankfurt (Main) Süd – | Mannheim Hbf (nur Betriebshalt/Flügelung) – Mainz Hbf – Koblenz Hbf – Bonn Hbf – Köln-Ehrenfeld – Aachen Hbf – Liège-Guillemins – Bruxelles-Nord/Brussel-Noord – Bruxelles-Midi/Brussel-Zuid Flügelung in Mannheim, Berlin–Mannheim gemeinsam mit NJ 40424/40469, Wien–Mannheim gemeinsam mit NJ 468/469,    | montags, mittwochs, und freitags ein Zugpaar | ÖBB-Personenverkehr    |
| Nightjet 40425/40468 | Wien Hbf – Wien Meidling – St. Pölten Hbf – Linz Hbf – Salzburg Hbf – Rosenheim – München Ost – | Mannheim Hbf (nur Betriebshalt/Flügelung) – Mainz Hbf – Koblenz Hbf – Bonn Hbf – Köln-Ehrenfeld – Aachen Hbf – Liège-Guillemins – Bruxelles-Nord/Brussel-Noord – Bruxelles-Midi/Brussel-Zuid Flügelung in Mannheim, Berlin–Mannheim gemeinsam mit NJ 40424/40469, Wien–Mannheim gemeinsam mit NJ 468/469,    | montags, mittwochs, und freitags ein Zugpaar | ÖBB-Personenverkehr    |

### Regionalverkehrslinien
| Linie      | Linienverlauf | Takt                                                                         |
| ---------- | --- | ---------------------------------------------------------------------------- |
| RE 1 (RRX) | NRW-Express: Aachen Hbf – Aachen-Rothe Erde – Eilendorf (ein Zugpaar) –Stolberg (Rheinl) Hbf – Eschweiler Hbf – Langerwehe – Düren – Horrem – Köln-Ehrenfeld – Köln Hbf – Köln Messe/Deutz – Köln-Mülheim – Leverkusen Mitte – Düsseldorf-Benrath – Düsseldorf Hbf – Düsseldorf Flughafen – Duisburg Hbf – Mülheim (Ruhr) Hbf – Essen Hbf – Wattenscheid – Bochum Hbf – Dortmund Hbf – Dortmund-Scharnhorst (nicht stündlich, im Wechsel mit Nordbögge) – Dortmund-Kurl – Kamen-Methler – Kamen – Bönen-Nordbögge (nicht stündlich, im Wechsel mit Dortmund-Scharnhorst) – Hamm (Westf) Hbf Stand: Fahrplanwechsel Dezember 2023 | 60 min                                                                       |
| RE 4       | Wupper-Express: Aachen Hbf – Aachen Schanz – Aachen West – Herzogenrath – Kohlscheid (einzelne Züge) – Übach-Palenberg – Geilenkirchen – Lindern – Hückelhoven-Baal – Erkelenz – Rheydt Hbf – Mönchengladbach Hbf – Neuss Hbf – Düsseldorf-Bilk – Düsseldorf Hbf – Wuppertal-Vohwinkel – Wuppertal Hbf – Wuppertal-Barmen – Wuppertal-Oberbarmen – Schwelm – Ennepetal (Gevelsberg) – Hagen Hbf – Wetter (Ruhr) – Witten Hbf – Dortmund Hbf Stand: Fahrplanwechsel Dezember 2023 | 60 min                                                                       |
| RE 18      | LIMAX: Aachen Hbf – Aachen West – Herzogenrath – Eygelshoven Markt – Landgraaf – Heerlen – Valkenburg – Meerssen – Maastricht – Maastricht Randwyck – Eijsden – Visé – Bressoux – Liège-Guillemins Stand: Fahrplanwechsel Juni 2024 | 30 min 60 min Maastricht–Liège-Guillemins                                    |
| RE 9       | Rhein-Sieg-Express: Aachen Hbf – Aachen-Rothe Erde – Stolberg (Rheinl) Hbf – Eschweiler Hbf – Langerwehe – Düren – Horrem – Köln-Ehrenfeld – Köln Hbf – Köln Messe/Deutz – Porz (Rhein) – Troisdorf – Siegburg/Bonn – Hennef (Sieg) – Eitorf – Herchen – (Dattenfeld –)* Schladern (Sieg) – (Rosbach (Windeck) –)* Au (Sieg) – (Etzbach –)* Wissen (Sieg) – (Niederhövels – Scheuerfeld (Sieg) –)* Betzdorf (Sieg) – Kirchen – Brachbach (– Niederschelden – Eiserfeld (Sieg))* – Siegen Hbf * Halt einzelner Züge im Nacht- und Berufsverkehr Stand: Fahrplanwechsel Dezember 2023 | 60 min                                                                       |
| RB 20      | Euregiobahn: Stolberg (Rheinl) Hbf – Eschweiler-St. Jöris – Alsdorf-Poststraße – Alsdorf-Mariadorf – Alsdorf-Kellersberg – Alsdorf-Annapark – Alsdorf-Busch – Herzogenrath August-Schmidt-Platz – Herzogenrath-Alt-Merkstein – Herzogenrath – Kohlscheid – Aachen West – Aachen Schanz – Aachen Hbf – Aachen-Rothe Erde – Eilendorf – Stolberg (Rheinl) Hbf hier Flügelung; Zugteil 1: – Eschweiler-West – Eschweiler Talbahnhof/Raiffeisenplatz – Eschweiler-Nothberg – Eschweiler-Weisweiler – Langerwehe – Düren; Zugteil 2: – Stolberg (Rheinl) Hbf (Gleis 27) – Stolberg-Schneidmühle – Stolberg Mühlener Bahnhof – Stolberg-Rathaus – Stolberg-Altstadt (aufgrund von Hochwasserschäden fahren die Züge nur bis Stolberg Rathaus. Schienenersatzverkehr findet weiterhin zwischen Stolberg Hbf und Eschweiler Talbahnhof statt) Stand: 30. April 2023 | 60 min (Stolberg Hbf–St. Jöris–AL-Annapark) 30 min 60 min (Langerwehe–Düren) |
| RB 33      | Rhein-Niers-Bahn: Zugteil 1: Essen-Steele – Essen Hbf – Essen West – Mülheim (Ruhr) Hbf – Mülheim (Ruhr)-Styrum – Duisburg Hbf – Duisburg-Hochfeld Süd – Rheinhausen Ost – Rheinhausen – Krefeld-Hohenbudberg Chempark – Krefeld-Uerdingen – Krefeld-Linn – Krefeld-Oppum – Krefeld Hbf – Forsthaus – Anrath – Viersen – Mönchengladbach Hbf – Rheydt Hbf – Wickrath – Herrath – Erkelenz – Hückelhoven-Baal – Brachelen – Lindern Zugteil 2: Heinsberg (Rheinl) – Heinsberg Kreishaus – Heinsberg-Oberbruch – Heinsberg-Dremmen – Heinsberg-Porselen – Heinsberg-Horst – Heinsberg-Randerath – Lindern Flügelung bzw. Zusammenführung: Lindern – Geilenkirchen – Übach-Palenberg – Herzogenrath – Kohlscheid – Aachen West – Aachen Schanz – Aachen Hbf Stand: Fahrplanwechsel Juni 2022                                                                   | 60 min                                                                       |
| S 19       | Aachen Hbf – Aachen-Rothe Erde – Stolberg (Rheinl) Hbf – Eschweiler Hbf – Langerwehe – Düren – Merzenich – Buir – Sindorf – Horrem – Frechen-Königsdorf – Köln-Weiden West – Köln-Lövenich – Köln-Müngersdorf Technologiepark – Köln-Ehrenfeld – Köln Hansaring – Köln Hbf – Köln Messe/Deutz – Köln Trimbornstraße – Köln Frankfurter Straße – Köln/Bonn Flughafen – Porz-Wahn – Spich – Troisdorf – Siegburg/Bonn – Hennef (Sieg) Stand: Fahrplanwechsel Dezember 2023 | zwei Züge im Nachtverkehr                                                    |
| S 41       | euregioAIXpress: Aachen Hbf – Hergenrath – Welkenraedt – Dolhain-Gileppe – Verviers-Palais – Verviers Central – Pepinster – Pepinster-Cite – Nessonvaux – Fraipont – Trooz – Chaudfontaine – Chênée – Angleur – Liège-Guillemins – Liège-Carré – Liège-Saint-Lambert Stand: Fahrplanwechsel Dezember 2024 | 60 min                                                                       |

Nachts verkehrt außerdem eine Fahrt des Wupper-Express zunächst auf dem üblichen Weg bis Düsseldorf Hauptbahnhof und weiter zum Bahnhof Düsseldorf Flughafen Terminal, wo der Zug endet. Durch diese Verbindung sind früh morgens vom Düsseldorfer Flughafen startende Flüge erreichbar. Außerdem wird der Bahnhof nachts von der S-Bahn Köln Linie S19 bedient, die bis Aachen beziehungsweise Troisdorf fährt um den Flughafen Köln/Bonn zu erreichen.

### Buslinien

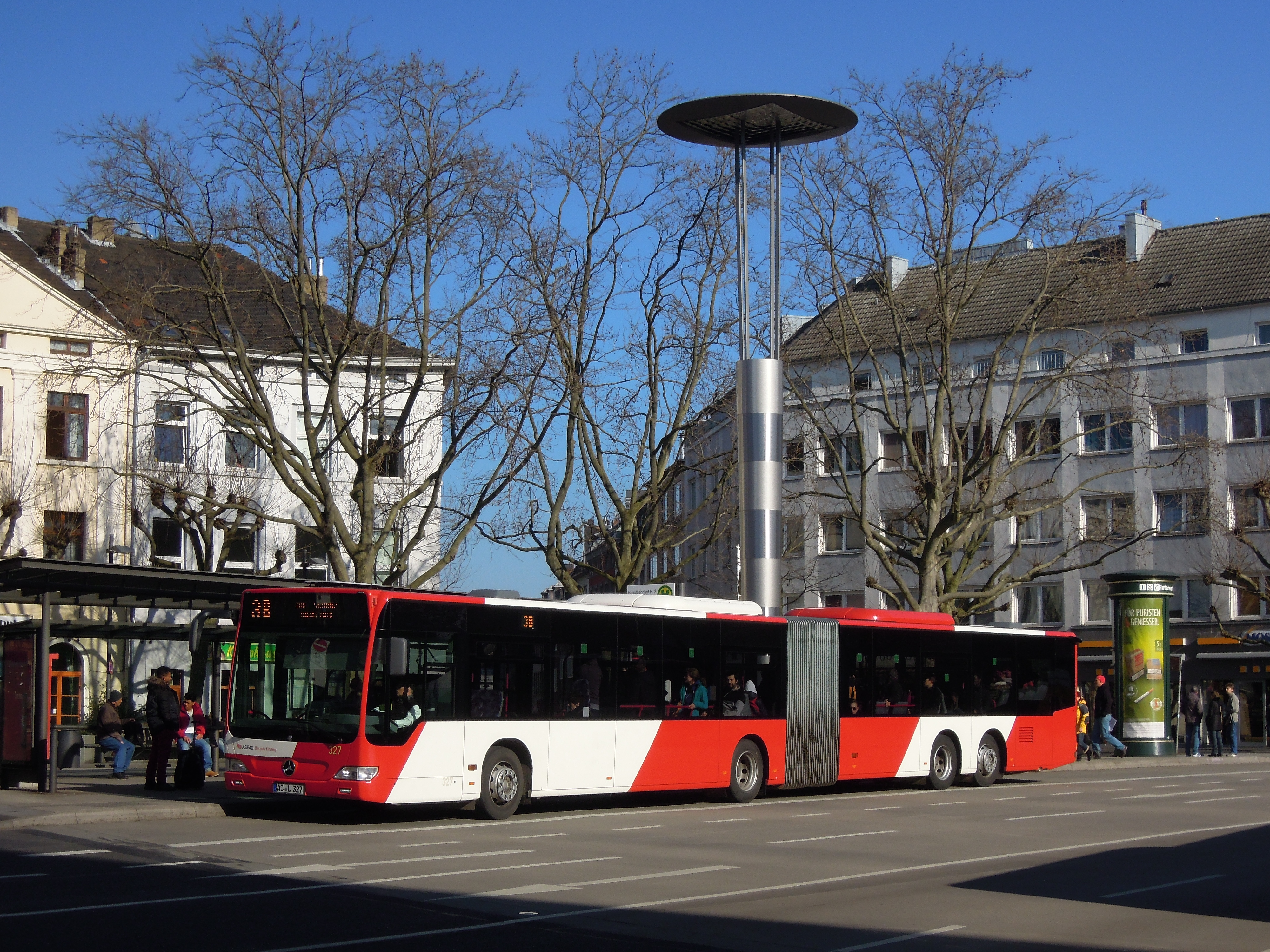
Mercedes-Benz CapaCity der ASEAG auf der Linie 3B an der Bushaltestelle des Hauptbahnhofs

Folgende Buslinien verkehren am Aachener Hauptbahnhof:
| Linie  | Betreiber      | Linienverlauf |
| ------ | -------------- | --- |
| 3 A/B  | ASEAG          | Ringlinie: Uniklinik – Westfriedhof – Schanz – Luisenhospital – Misereor – Aachen Hbf – Kaiserplatz – Eurogress – Ehrenmal/Lousberg – Ponttor – Westbahnhof – Campus Melaten – Uniklinik |
| 11     | ASEAG          | Walheim Hasbach – Walheim – Nütheim – Schleckheim – Oberforstbach / Oberforstbach Gewerbegebiet – Lichtenbusch – Waldfriedhof – Burtscheid – Marienhospital – Aachen Hbf – Misereor – Elisenbrunnen – Aachen Bushof – Ludwig Forum – Talbot – Haaren – Würselen Kaninsberg – Weiden – Vorweiden – Linden-Neusen – (Broich –) Broicher Siedlung – Blumenrath – Montanstraße – Mariadorf – Hoengen |
| 13 A/B | ASEAG          | Ringlinie: Ponttor – Technische Hochschule – Schanz – Luisenhospital – Misereor – Aachen Hbf – Kaiserplatz – Eurogress – Ehrenmal/Lousberg – Ponttor |
| 14     | ASEAG / TEC    | Aachen Bushof – Elisenbrunnen – Misereor – Aachen Hbf – Burtscheid Hauptstr. – Diepenbenden – Linzenshäuschen – Köpfchen Grenze (D) – (Hauset (B) –) Eynatten (B) – (Raeren –) Kettenis – Eupen (AVV-Tarif gilt nur im deutschen Streckenabschnitt) |
| 21     | ASEAG          | Lintert Friedhof – Burtscheid – Aachen Hbf – Misereor – Elisenbrunnen – Aachen Bushof – Ludwig Forum – Talbot – Haaren – Würselen – Morsbach – Bardenberg – (Pley –) Niederbardenberg – Herzogenrath Bf – Ritzerfeld – Merkstein – Boscheln – Holthausen – Übach – Palenberg – Palenberg Bf |
| 31     | ASEAG          | Siegel – Burtscheid – Aachen Hbf – Misereor – Elisenbrunnen – Aachen Bushof – Ludwig Forum – Talbot – Haaren – Verlautenheide – Gewerbegebiet Aachener Kreuz |
| 44     | ASEAG / Arriva | Schnellbus: Aachen Hbf – Elisenbrunnen – Aachen Bushof – Ponttor – Laurensberg – Richterich – Horbach (D) – Hogeschool Zuyd (NL) – Heerlen |
| 51     | ASEAG          | Waldfriedhof – Burtscheid – Aachen Hbf – Elisenbrunnen – Aachen Bushof – STAWAG – Carolus Thermen – Alter Tivoli – Scherberg – Würselen – Schleibacher Hof – Alsdorf-Annapark – Neuweiler – Oidtweiler – (Carl-Alexander-Park → Baesweiler Reyplatz →/ Setterich) |
| 74     | ASEAG          | Aachen Hbf – Elisenbrunnen – Aachen Bushof – Ponttor – Westbahnhof – Gewerbegebiet Avantis (D / NL) |
| X3     | ASEAG          | Expressbus: Waldfriedhof – Burtscheid – Aachen Hbf – Schanz – Westfriedhof – Uniklinik – Campus Melaten |
| 350    | Arriva         | Limburgliner: Aachen Bushof – Elisenbrunnen – (Theater ← Aachen Hbf ←) Schanz (D) – Vaals (NL) – Lemiers – Gulpen – Margraten – Cadier en Keer – Maastricht (AVV-Tarif gilt nur zwischen Aachen und Vaals Busstation) |
| SB63   | ASEAG          | Schnellbus: Aachen Bushof – Elisenbrunnen – Misereor – Aachen Hbf – Marienhospital – Burtscheid – Oberforstbach Gewerbegebiet – (Rott –) Roetgen – Lammersdorf – (Paustenbach – Bickerath) / (Rollesbroich – Strauch Am Roßbach –) Simmerath |
| N5     | ASEAG          | Nachtexpress: nur in den Nächten vor Samstagen sowie Sonn- und Feiertagen Aachen Bushof → Elisenbrunnen → Misereor → Aachen Hbf → Marienhospital → Burtscheid → Lichtenbusch → Oberforstbach → Schleckheim → Kornelimünster → Niederforstbach → Brand → Forst → Bf Rothe Erde → Frankenberger Viertel → Aachen Hbf → Misereor → Elisenbrunnen |
| N60    | ASEAG          | Während der Sperrung der B258 kann der Nachtexpress in Konzen nur die Haltestellen Konzen Bf. und Breitestr. bedienen. Aus Zeitgründen kann Imgenbroich nicht bedienen. Nachtexpress: nur in den Nächten vor Samstagen sowie Sonn- und Feiertagen Aachen Hauptbahnhof → Elisenbrunnen → Aachen Bushof → Kaiserplatz → Josefskirche → Bf Rothe Erde → Forst → Brand → Kornelimünster → Walheim → Hahn → Rott → Roetgen → Lammersdorf → Rollesbroich → Witzerath → Simmerath → Strauch Am Roßbach → Kesternich → Am Gericht → Konzen Breitestr. → Konzen Bf. → Roetgen → Friesenrath → Walheim |

Einen Sonderfall stellte die Linie 350 der Arriva Limburg dar. Diese verkehrt im Aachener Stadtgebiet als Schnellbus und ab Vaals als gewöhnlicher Regionalbus, der AVV-Tarif wurde auf ihr nicht angewendet. Im Dezember 2019 wurde die Linie jedoch bis Vaals Heuvel in den AVV-Tarif einbezogen. Zuvor galt ein Bedienverbot und die Linie hielt an den Haltestellen in Aachen in Richtung Maastricht nur zum Einsteigen und in Richtung Bushof nur zum Aussteigen. Die Nachtexpress-Linien fahren in den Nächten von Freitag auf Samstag, Samstag auf Sonntag und vor Feiertagen.

## Bahnbetriebswerk Aachen Hbf

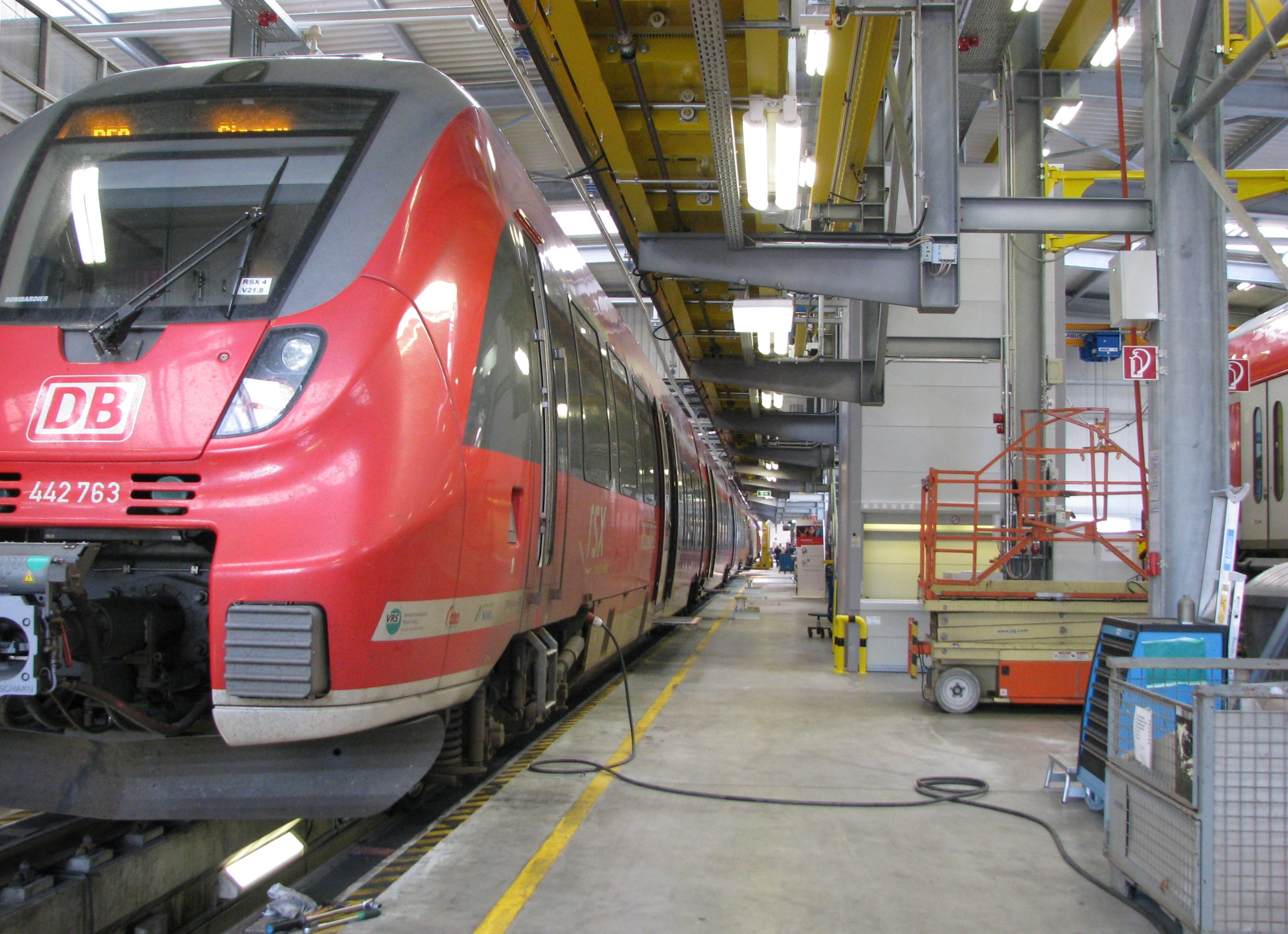
Bombardier Talent 2 im Werk Aachen von DB Regio

Nach der Aufgabe des Bahnhofs Aachen Marschierthor entstand bis 1902 auf dessen Gelände das Bahnbetriebswerk Aachen Hbf. Es besaß einen gemauerten Ringlokschuppen mit Drehscheibe und 25 Gleisen, eine Bekohlungsanlage und einen Wasserturm mit gemauertem Schaft. Vom Bahnbetriebswerk Aachen Hbf wurden hauptsächlich Preußische P 8 eingesetzt; zwischenzeitlich waren dort zudem Preußische S 5, S 6, T 9, T 13, T 14, T 16 sowie Einheitslokomotiven der Baureihe 03 beheimatet.
Im Anschluss an die Elektrifizierung des Aachener Hauptbahnhofs wurde das mit Dampflokomotiven bestückte Bw Aachen Hbf nicht mehr benötigt. Im Juni 1963 wurden die verbliebenen 17 Lokomotiven in das Bahnbetriebswerk Aachen West umbeheimatet; alle Anlagen des Bahnbetriebswerks wurden abgerissen und mit Abstellgleisen überbaut.
Einige Jahre später entstand wenige Meter nördlich eine neue Werkstatthalle, die für die Wartung der von Aachen aus eingesetzten Reisezugwagen (darunter auch Gepäck- und Bahnpostwagen) verwendet wurde. Aus dieser Werkstatt entstand das heutige Werk Aachen von DB Regio, wo Doppelstockwagen für NRW-Express, Wupper-Express, Rhein-Express und Rhein-Sieg-Express, Bombardier Talent für die Euregiobahn sowie Bombardier Talent 2 für den Rhein-Sieg-Express gewartet werden. Von Februar 2010 bis April 2011 wurde die Reparaturhalle vergrößert. Im Zeitraum zwischen Ende 2010 und Anfang 2019 waren drei Maschinen der Elektrolokomotivbaureihe 120.2 mit den Ordnungsnummern 120 206, 207, 208 (ehemals 120 136, 139, 117) für den Einsatz auf der Linie RE 9 an DB Regio abgegeben und im Werk Aachen beheimatet worden.